# Kola Real

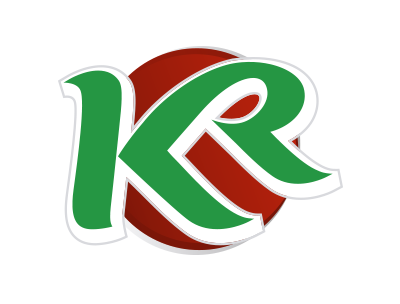
Logo Kola Real

Kola Real – peruwiański napój bezalkoholowy; jedna z najpopularniejszych marek Ajegroup, największego w Ameryce Łacińskiej producenta napojów. Jego sprzedaż rozpoczęto w 1988 roku w Ayacucho jako konkurenta dla Coca-Coli i Pepsi, początkowo pod nazwą La Negra. Początkowo produkcję w warunkach domowych prowadziła rodzina Ananosów, następnie utworzone zostało przedsiębiorstwo Ajegroup. Sprzedawany w butelkach PET o pojemności 625 ml.